# Ibai Salas
Pour les articles homonymes, voir Salas.
Salas  Zorrozua est un nom espagnol. Le premier nom de famille, en général paternel, est Salas ; le second, en général maternel, souvent omis, est Zorrozua.
Ibai Salas Zorrozua (né le 4 juillet 1991 à Bilbao) est un coureur cycliste espagnol. En octobre 2018, il est devenu le tout premier coureur suspendu sur les bases du passeport biologique.

## Biographie
Le 23 juillet 2018, il est provisoirement suspendu pour trois mois (à compter du 23 mai), en raison d'irrégularités dans son passeport biologique. Cinq jours plus tard, sa suspension est annulée par le Tribunal arbitral du sport, car l'Agence espagnole antidopage ne lui a pas offert la possibilité d'apporter des explications aux valeurs anormales. Il n'est pour autant pas réintégré sur les courses par son équipe. En octobre, il est suspendu quatre ans et écope d'une amende de 3000 euros,. En février 2019, sa suspension est annulée par le Tribunal administratif du sport espagnol, au motif que le passeport biologique à lui seul ne peut apporter la preuve de l'utilisation, l'usage ou la consommation de substances ou de méthodes interdites. L'Agence mondiale antidopage fait appel devant le Tribunal arbitral du sport qui prend une décision inverse et confirme la suspension de quatre ans en raison de nombreuses anomalies dans les prélèvements sanguins qui indiquent une forte probabilité de dopage sans que Salas ne puisse apporter d'explications valables. Tous ses résultats à partir du 25 janvier 2017 sont annulés et le coureur ne peut plus rouler en compétition avant janvier 2021.

## Palmarès
- 2007
  - 3e étape du Tour d'Alava[7]
- 2008
  - 2e du San Isidro Sari Nagusia
- 2009[7]
  - Champion de Biscaye sur route juniors
  - Classement général de la Vuelta al Besaya
  - 2e du championnat de Biscaye du contre-la-montre juniors
- 2010
  - Insalus Saria
  - 2e du Mémorial Sabin Foruria
  - 3e du championnat du Pays basque sur route espoirs
- 2011
  - Champion du Pays basque sur route espoirs
  - 3e étape du Tour de Palencia
- 2012
  - Aiztondo Klasica
  - Trois Jours d'Alava :
    - Classement général
    - 1re étape

  - Grand Prix de la ville d'Orense
  - 2e du Mémorial Rodríguez Inguanzo
  - 2e de la Coupe d'Espagne espoirs
  - 2e de Bayonne-Pampelune
  - 3e du championnat d'Espagne sur route espoirs
  - 3e de l'Ereñoko Udala Sari Nagusia
  - 3e de l'Oñati Proba
- 2013
  - Trophée Guerrita
  - 2e du Grand Prix Macario
  - 3e de la Coupe d'Espagne espoirs
  - 3e de la Prueba Loinaz

## Classements mondiaux
| Année           | 2014   | 2015 | 2016   | 2017 | 2018   |
| --------------- | ------ | ---- | ------ | ---- | ------ |
| UCI Europe Tour | 1 023e | 912e | 1 218e | 557e | 1 799e |